# Deutsche Nordische Skimeisterschaften 1996

Logo des Deutschen Skiverbands

Die Deutschen Nordischen Skimeisterschaften 1996 fanden vom 25. bis zum 28. Januar sowie am 3. und 4. Februar 1996 im thüringischen Oberhof statt.
Darüber hinaus wurden am 23. und 24. März 1996 weitere Wettbewerbe der Skilanglauf-Meisterschaften im niedersächsischen Altenau ausgetragen.

## Medaillenspiegel
| Platz | Bundesland          | Gold | Silber | Bronze | Gesamt |
| ----- | ------------------- | ---- | ------ | ------ | ------ |
| 1.    | Bayern              | 5    | 6      | 6      | 17     |
| 2.    | Thüringen           | 4    | 5      | 4      | 13     |
| 3.    | Sachsen             | 2    | 1      | 2      | 05     |
| 4.    | Baden-Württemberg   | 2    | 0      | 2      | 04     |
| 5.    | Hessen              | 2    | 0      | 1      | 03     |
| 6.    | Nordrhein-Westfalen | 0    | 3      | 0      | 03     |

## Skilanglauf

### Frauen

#### 10 km Freistil
| Platz | Sportlerin     | Verein                | Zeit (h)  |
| ----- | -------------- | --------------------- | --------- |
| 01    | Anke Schulze   | SC Willingen          | 0:26:48,1 |
| 02    | Constanze Blum | SC Motor Zella-Mehlis | 0:27:28,7 |
| 03    | Manuela Henkel | WSV Oberhof 05        | 0:27:33,2 |
| 04    | Roth           | TuS Erndtebrück       | 0:27:50,6 |
| 05    | Sigrid Lang    | TV Hauzenberg         | 0:27:55,3 |

Datum: Januar 1996

#### 15 km klassisch
| Platz | Sportlerin     | Verein                | Zeit (h)  |
| ----- | -------------- | --------------------- | --------- |
| 01    | Manuela Henkel | WSV Oberhof 05        | 0:45:33,1 |
| 02    | Britta Wienand | SC Siedlinghausen     | 0:45:46,1 |
| 03    | Anke Schulze   | SC Willingen          | 0:45:57,5 |
| 04    | Constanze Blum | SC Motor Zella-Mehlis | 0:46:03,5 |
| 05    | Ina Kümmel     | SV Oberwiesenthal     | 0:47:03,6 |

Datum: Donnerstag, 25. Januar 1996

#### 30 km Freistil
| Platz | Sportlerin     | Verein                  | Zeit (h)  |
| ----- | -------------- | ----------------------- | --------- |
| 01    | Anke Schulze   | SC Willingen            | 1:22:11,5 |
| 02    | Britta Wienand | SC Siedlinghausen       | 1:22:23,3 |
| 03    | Constanze Blum | SC Motor Zella-Mehlis   | 1:22:34,6 |
| 04    | Manuela Henkel | WSV Oberhof 05          | 1:23:19,9 |
| 05    | Antje König    | SC Steinbach-Hallenberg | 1:25:41,3 |

Datum: März 1996

#### 3 × 5 km Vereinsstaffel
| Platz | Verband                 | Sportlerinnen                            | Zeit (h)  |
| ----- | ----------------------- | ---------------------------------------- | --------- |
| 01    | Oberwiesenthaler SV I   | Viola Bauer Sandy Jüchert Claudia Künzel | 0:47:56,1 |
| 02    | SC Steinbach-Hallenberg | Mandy Kämpf Antje König Kati Wilhelm     | 0:49:01,7 |
| 03    | WSV Oberhof 05          | Julia Swieder Corinna May Manuela Henkel | 0:49:24,8 |
| 04    | SC Willingen            |                                          | 0:50:51,2 |
| 05    | Oberwiesenthaler SV II  |                                          | 0:52:28,8 |

Datum: März 1996

#### 4 × 5 km Verbandsstaffel
| Platz | Verband           | Sportlerinnen                                         | Zeit (h)  |
| ----- | ----------------- | ----------------------------------------------------- | --------- |
| 01    | Thüringen (TSV) I | Mandy Kämpf Manuela Henkel Constanze Blum Antje König | 0:57:23,6 |
| 02    | Sachsen (SVSAC)   | Schneider Klaus Ina Kümmel Eckert                     | 0:57:45,9 |
| 03    | Bayern (BSV) I    | Lena Erhard Lang Evi Sachenbacher Sigrid Wille        | 0:58:45,7 |

Datum: Januar 1996

### Männer

#### 15 km Freistil
| Platz | Sportler              | Verein                    | Zeit (h)  |
| ----- | --------------------- | ------------------------- | --------- |
| 01    | Johann Mühlegg        | SC Monte Kaolino Hirschau | 0:35:28,9 |
| 02    | Peter Schlickenrieder | SC Schliersee             | 0:35:59,2 |
| 03    | René Sommerfeldt      | WSV Oberweißenbrunn       | 0:36:15,8 |
| 04    | Andreas Schlütter     | WSV Oberweißenbrunn       | 0:36:31,5 |
| 05    | Janko Neuber          | Oberwiesenthaler SV       | 0:36:43,7 |

Datum: Januar 1996

#### 30 km klassisch
| Platz | Sportler              | Verein                    | Zeit (h)  |
| ----- | --------------------- | ------------------------- | --------- |
| 01    | Jochen Behle          | SC Monte Kaolino Hirschau | 1:17:50,0 |
| 02    | Andreas Schlütter     | WSV Oberweißenbrunn       | 1:18:09,6 |
| 03    | Johann Mühlegg        | SC Monte Kaolino Hirschau | 1:18:17,9 |
| 04    | René Sommerfeldt      | WSV Oberweißenbrunn       | 1:18:54,1 |
| 05    | Peter Schlickenrieder | SC Schliersee             | 1:19:20,2 |

Datum: Donnerstag, 25. Januar 1996

#### 50 km Freistil
| Platz | Sportler              | Verein                    | Zeit (h)  |
| ----- | --------------------- | ------------------------- | --------- |
| 01    | Johann Mühlegg        | SC Monte Kaolino Hirschau | 2:01:21,6 |
| 02    | Peter Schlickenrieder | SC Schliersee             | 2:02:00,4 |
| 03    | Andreas Schlütter     | WSV Oberweißenbrunn       | 2:02:40,7 |
| 04    | Kyrill Kretschmar     | Oberwiesenthaler SV       | 2:03:14,0 |
| 05    | Markus Kraus          | WSV Reit im Winkl         | 2:04:30,1 |

Datum: März 1996

#### 3 × 10 km Vereinsstaffel
| Platz | Verein                 | Sportler                                           | Zeit (h)  |
| ----- | ---------------------- | -------------------------------------------------- | --------- |
| 01    | SCMK Hirschau          | Jochen Behle Peter Schlickenrieder Johann Mühlegg  | 1:22:05,2 |
| 02    | WSV Oberweißenbrunn    | Andreas Schlütter Wolf Wallendorf René Sommerfeldt | 1:24:31,4 |
| 03    | Oberwiesenthaler SV I  | Göpfert Frohs Kyrill Kretschmar                    | 1:25:05,5 |
| 04    | SSV Altenberg          |                                                    | 1:26:31,9 |
| 05    | Oberwiesenthaler SV II |                                                    | 1:26:46,3 |

Datum: März 1996

Teilnehmende Staffeln: 61 (aus 30 Vereinen)

#### 4 × 10 km Verbandsstaffel
| Platz | Verband         | Sportler                                                            | Zeit (h)  |
| ----- | --------------- | ------------------------------------------------------------------- | --------- |
| 01    | Bayern (BSV) I  | Andreas Schlütter Jochen Behle Peter Schlickenrieder Johann Mühlegg | 1:41:17,2 |
| 02    | Bayern (BSV) II | Torald Rein Wolf Wallendorf Markus Kraus René Sommerfeldt           | 1:43:01,1 |
| 03    | Sachsen (SVSAC) | Janko Neuber Jörn Frohs Kyrill Kretschmar Göpfert                   | 1:44:21,2 |

Datum: Sonntag, 28. Januar 1996

## Nordische Kombination

### Einzel
| Platz | Sportler        | Verein         | Sprungpkt. | Laufzeit (min) | Rückstand (min) |
| ----- | --------------- | -------------- | ---------- | -------------- | --------------- |
| 01    | Thomas Abratis  | SV Klingenthal | 216,5      | 39:29,6        |                 |
| 02    | Jens Deimel     | SK Winterberg  | 213,5      | 41:53,9        | +2:42,3         |
| 03    | Niki Kullmann   | WSV Isny       | 207,0      | 41:46,0        | +3:13,4         |
| 04    | Falk Weber      | WSV Oberhof 05 | 168,0      | 39:20,5        | +4:41,9         |
| 05    | Christoph Braun | SK Winterberg  | 173,5      | 40:06,2        | +4:54,6         |

Datum: Freitag, 26. Januar 1996

### Teamsprint
| Platz | Verband           | Sportler                    | Rückstand (min) |
| ----- | ----------------- | --------------------------- | --------------- |
| 01    | Baden-Württemberg | Roland Braun Niki Kullmann  |                 |
| 02    | Thüringen I       | Enrico Heisig Falk Weber    | +0:36,3         |
| 03    | Bayern I          | Thomas Dufter Josef Buchner | +1:35,3         |

Datum: Januar 1996

## Skispringen

### Normalschanze
| Platz | Sportler       | Verein                    | Weite 1 | Weite 2 | Punkte |
| ----- | -------------- | ------------------------- | ------- | ------- | ------ |
| 01    | Ralph Gebstedt | WSV Oberhof               | 096,5 m | 093,5 m | 251,0  |
| 02    | Gerd Siegmund  | WSV Oberhof               | 093,5 m | 092,0 m | 245,0  |
| 03    | Hansjörg Jäkle | SC Schonach-Rohrhardsberg | 098,0 m | 089,0 m | 242,0  |
| 04    | Rico Meinel    | WSV Mühlleithen           | 091,0 m | 091,0 m | 235,5  |
| 05    | Dieter Thoma   | SC Hinterzarten           | 098,5 m | 091,0 m | 234,0  |

Datum: Sonntag, 4. Februar 1996

### Großschanze
| Platz | Sportler         | Verein          | Weite 1 | Weite 2 | Punkte |
| ----- | ---------------- | --------------- | ------- | ------- | ------ |
| 01    | Gerd Siegmund    | WSV Oberhof     | 111,0 m | 113,0 m | 198,2  |
| 02    | Alexander Müller | SC Oberstdorf   | 113,0 m | 101,0 m | 173,2  |
| 03    | Ralph Gebstedt   | WSV Oberhof     | 089,0 m | 112,5 m | 154,2  |
| 04    | Sven Hannawald   | SC Hinterzarten | 100,5 m | 100,0 m | 150,4  |
| 05    | Christof Duffner | SC Schönwald    | 100,0 m | 099,0 m | 144,7  |
| 06    | Hansjörg Jäkle   | SC Schonach     | 101,0 m | 095,0 m | 141,3  |
| 07    | Dieter Thoma     | SC Hinterzarten | 119,0 m | 069,5 m | 125,3  |
| 08    | Klaus Allgayer   | SC Oberstdorf   | 097,0 m | 085,0 m | 111,6  |
| 09    | Rico Meinel      | WSV Mühlleithen | 091,0 m | 084,5 m | 106,4  |
| 10    | Mathias Witter   | WSV Isny        | 089,5 m | 080,5 m | 087,5  |

Datum: Samstag, 3. Februar 1996
Zuschauer: 5000

### Team
| Platz | Verband                 | Sportler                                                             | Gesamtpunkte |
| ----- | ----------------------- | -------------------------------------------------------------------- | ------------ |
| 01    | Baden-Württemberg (SBW) | Hansjörg Jäkle Sven Hannawald Dieter Thoma Christof Duffner          | 835,5        |
| 02    | Thüringen (TSV)         | Ralph Gebstedt Ronny Hornschuh Andy Jacob Gerd Siegmund              | 790,5        |
| 03    | Bayern (BSV)            | Christian Hofreiter Alexander Briest Klaus Allgayer Alexander Müller | 704,5        |
| 04    | Sachsen (SVSAC)         | Dirk Else Michael Schreiber Olaf Hegenbarth Rico Meinel              | 689,5        |

Datum: Freitag, 2. Februar 1996

## Zeitungsartikel
- SPORT IN ZAHLEN Badminton..., in: Saarbrücker Zeitung vom 26. Januar 1996
- ERGEBNISSE Basketball, in: Frankfurter Neue Presse vom 27. Januar 1996, Seite 1
- NORDISCHER SKISPORT, in: Neues Deutschland vom 27. Januar 1996[3]
- Oberhof und die Siege der Favoriten, in: ND vom 29. Januar 1996[4]
- Behle mit Staffel zum 39. Titelgewinn., in: Der Tagesspiegel, Ausgabe Nr. 15521 vom 29. Januar 1996
- ERGEBNISSE, in: FNP vom 29. Januar 1996, S. 3
- Namen • Zahlen • Siege – Skispringen, Hamburger Abendblatt, Ausgabe Nr. 29 vom Samstag, dem 3. Februar 1996, Seite 22[5]
- Sport in Ergebnissen, in: Frankfurter Allgemeine Zeitung, Nr. 29, S. 28 vom 3. Februar 1996
- Team Schwarzwald springt am besten, in: FAZ, Nr. 29, S. 29 vom 3. Februar 1996
- Ski nordisch, in: FAZ, Nr. 5, S. 22 vom 4. Februar 1996
- Siegmund und Gebstedt Weissflogs Nachfolger., in: TSP, Ausgabe Nr. 15528 vom 5. Februar 1996
- Ski nordisch, in: FAZ, Nr. 30, S. 22 vom 5. Februar 1996
- Siegmund der Große, in: ND vom 5. Februar 1996[6]
- Noch ein Weltrekord: Haile Gebrselassie lief mit 7:30,27 Min. über 3000 m beim Stuttgarter Meeting in eine neue Dimension., in: FNP vom 5. Februar 1996, S. 3
- 40. Titel für Behle, in: ND vom 25. März 1996[7]
- Kamera-Mann: Beim 7:6, 3:6, 2:6 gegen den Schweden Stefan Edberg gefiel Emilio Sanchez (Spanien) in neuer Rolle., in: FNP vom 25. März 1996, S. 7